# David Reimer (mathématicien)
Ne doit pas être confondu avec David Reimer.
David « Dave » Reimer (né le 18 mai 1962) est un mathématicien américain.

## Biographie
Reimer obtient son doctorat à l'Université Rutgers en 1997. En 1996, il est lauréat du prix George-Pólya avec Jeff Kahn pour avoir prouvé une conjecture de J. van den Berg et Harry Kesten, énoncée et prouvée dans un cas particulier par van den Berg et Kesten en 1985, et appelée « inégalité de Reimer », ou « inégalité de van den Berg, Kesten et Reimer » dans le théorie de la percolation,. Dans cet article, il donne une borne supérieure pour la probabilité d'occurrences disjointes de deux événements par le produit de leurs probabilités.
Il est à l'Institute for Advanced Study pendant un semestre en 1997
Il est professeur associé au College of New Jersey (en). 
Il est l'auteur du livre Count like an Egyptian.